# Aremonia agrimonoides
Aremonia es un género monotípico de plantas de la familia de las rosáceas. Su única especie: Aremonia agrimonoides, es originaria del centro de Europa.

## Taxonomía
Aremonia fue descrito Noel Martin Joseph de Necker ex Christian Gottfried Nestler y publicado en Monographia de Potentilla iv, 17en el año 1816. Especie tipo: Aremonia agrimonoides (L.) DC. = Agrimonia agrimonoides L. fue publicado en  Prodromus Systematis Naturalis Regni Vegetabilis 2: 588, en el año 1825.